# Hypopholis vittata
Hypopholis vittata är en skalbaggsart som beskrevs av Fahraeus 1857. Hypopholis vittata ingår i släktet Hypopholis och familjen Melolonthidae. Inga underarter finns listade i Catalogue of Life.